# IRIS Nooh
Le IRIS Nooh (également orthographié Nuh ou Nouh ; en persan : زیردریایی نوح, littéralement « Noé ») est le deuxième sous-marin d'attaque conventionnel de classe Kilo de la marine de la république islamique d'Iran, servant dans la flotte du Sud.

## Construction et mise en service
Le contrat de construction des Nooh et Tareq a été signé en 1988. Il porterait sur une valeur de 750 millions de dollars pour deux sous-marins, avec une option pour le troisième. Sa quille a été posée au chantier naval de l'Amirauté à Saint-Pétersbourg en 1989. Il a été lancé en 1992 et a été mis en service le 6 juin 1993.
Le sous-marin porte le nom de Noé.

## Historique des services
Selon Jane’s, il n’y a aucune preuve que le sous-marin soit jamais retourné en Russie pour un carénage. En septembre 2017, le Nooh faisait l’objet de réparations majeures par le personnel iranien dans les usines navales.